# (7603) Salopia
(7603) Salopia (1995 OA2) – planetoida z pasa głównego asteroid okrążająca Słońce w ciągu 5,15 lat w średniej odległości 2,98 j.a. Odkryta 25 lipca 1995 roku.